# Miasto zła
Miasto zła (ang. Wicked City) – amerykański serial telewizyjny (anatologia, dramat kryminalny, thriller) wyprodukowany przez ABC Studios oraz Mandeville Films. Twórcą serialu jest Steven Baigelman. Premierowy odcinek serialu został wyemitowany 27 października 2015 roku przez ABC.
W Polsce serial emitowany jest od 29 października 2015 roku przez TVN 7.
13 listopada 2015 roku stacja ABC podjęła decyzję o anulowaniu serialu. Produkcja zostanie wstrzymana, gdy zakończone zostaną zdjęcia do 8 odcinka.
Platforma Hulu wyemitowała pozostałe 5 odcinków serialu, które nie był wyemitowane przez ABC.

## Fabuła
Serial opowiada o morderstwie popełnionym w 1982 roku w Los Angeles.

## Obsada

### Główna
- Ed Westwick jako Kent Galloway[5]
- Taissa Farmiga jako Karen McClaren[6]
- Erika Christensen jako Betty Smith[7]
- Gabriel Luna jako detektyw Paco Contreras[8]
- Karolina Wydra jako detektyw Dianne Gibbons[9]
- Anne Winters jako Vicki Roth[10]
- Jaime Ray Newman[11]

### Role drugoplanowe
- David Sullivan jako detektyw Arnold Bukowski
- W. Earl Brown jako kapitan Wilkinson

## Odcinki
| Sezon | Sezon | Odcinki | Oryginalna emisja ABC | Oryginalna emisja ABC | Oryginalna emisja TVN 7 | Oryginalna emisja TVN 7 | Oryginalna emisja TVN 7 |
| Sezon | Sezon | Odcinki | Premiera sezonu       | Finał sezonu          | Premiera sezonu         | Finał sezonu            |                         |
| ----- | ----- | ------- | --------------------- | --------------------- | ----------------------- | ----------------------- | ----------------------- |
|       | 1     | 8       | 27 października 2015  | 31 grudnia 2015       | 29 października 2015    | 7 stycznia 2016         |                         |

### Sezon 1 (2015)
| # | Tytuł                        | Reżyseria           | Scenariusz                     | Premiera ABC         | Premiera TVN 7       |
| - | ---------------------------- | ------------------- | ------------------------------ | -------------------- | -------------------- |
| 1 | Pilot                        | Jon Cassar          | Steven Baigelman               | 27 października 2015 | 29 października 2015 |
| 2 | Running With the Devil       | Jon Cassar          | Mick Betancourt                | 3 listopada 2015     | 5 listopada 2015     |
| 3 | Should I Stay or Should I Go | J. Michael Muro     | Melissa Blake                  | 10 listopada 2015    | 12 listopada 2015    |
| 4 | The Very Thought Of You      | J. Miller Tobin     | Sarah Byrd                     | 22 grudnia 2015      | 19 listopada 2015    |
| 5 | Heat Wave                    | Ashley Gable        | Jon Amiel                      | 22 grudnia 2015      | 3 grudnia 2015       |
| 6 | Blizzard of Ozz              | Allison Liddi-Brown | Sonya Winton, Jonathan I. Kidd | 22 grudnia 2015      | 10 grudnia 2015      |
| 7 | Destroyer                    | Adam Kane           | Amy B. Harris                  | 22 grudnia 2015      | 17 grudnia 2015      |
| 8 | Goodbye Norma Jean           | Jon Cassar          | Melissa Blake                  | 31 grudnia 2015      | 7 stycznia 2016      |

## Produkcja
24 stycznia 2015 roku stacja ABC zamówiła pilotowy odcinek.
8 maja 2015 roku stacja ABC oficjalnie zamówiła pierwszy sezon serialu na sezon telewizyjny 2015/2016, którego premiera była przewidziana na midseason. Serial miał zadebiutować w midseason, ale jego premiera została przeniesiona na 27 października 2015 roku.